# Heartbreak Hotel (chanson de Whitney Houston)
Pour l’article homonyme, voir Heartbreak Hotel.
Singles de Whitney Houston
When You Believe
(1998) It's Not Right but It's Okay
(1999)
Heartbreak Hotel est une chanson de Whitney Houston écrite par Carsten Schack et Kenneth Karlin (Soulshock and Karlin) et Tamara Savage. Elle est interprétée en featuring avec Faith Evans et Kelly Price.
Elle est issue de l'album My Love Is Your Love (1999) et est sortie comme single le 15 décembre 1998 aux États-Unis.
Lors de la 42e cérémonie des Grammy Awards, la chanson est nommée pour le Grammy Award de la meilleure chanson R&B.